# Kim Ju-ae
Kim Ju-ae (coréen : 김주애), née le 19 février 2013, est la fille du dirigeant suprême nord-coréen Kim Jong Un et de son épouse Ri Sol-ju.

## Biographie
Kim Ju-ae est née au milieu du mois de février 2013. Sa mère, Ri Sol-ju, s'est absentée des médias nord-coréens en 2012, absence qui a été attribuée à sa grossesse.
Le nom de Ju-ae est devenu public en dehors de la Corée du Nord en 2013 par l’intermédiaire de l’américain Dennis Rodman, qui est lié d'amitié avec le dirigeant nord-coréen. L'ancien basketteur, qui a eu l'occasion de tenir Kim Ju-ae dans ses bras, a décrit Kim Jong-un comme « un bon père avec une famille magnifique »,.
Kim Ju-ae fait partie d'une fratrie qui serait composée d'un frère aîné né en 2010 et d'un cadet de sexe inconnu né en 2017, enfants au sujet desquels le couple est resté plus discret sur leurs identités,,.
Kim Ju-ae est apparue pour la première fois en public aux côtés de son père lors d'un lancement de missile en novembre 2022,. En février 2023, elle avait déjà fait cinq apparitions publiques.
Les médias d'État l'ont d'abord qualifiée de fille « bien-aimée » de Kim Jong Un, mais ont rapidement commencé à utiliser l'adjectif « respectée », réservé uniquement aux membres les plus honorés de la société nord-coréenne, comme les parents de Kim Ju-ae,.
Certains analystes estiment que son nouveau profil public est une tentative de présenter la famille Kim sous la forme d'une monarchie traditionnelle ou d'une réponse aux rivalités au sein du gouvernement nord-coréen. Cette présence a également donné lieu à des spéculations selon lesquelles elle aurait été choisie pour succéder à son père, ce qui pourrait faire d'elle la première femme à occuper le poste de Guide suprême,,,.
Pour commémorer le lancement d'un missile le 18 novembre 2022, la Korea Stamp Corporation, gérée par l'État, a dévoilé le 15 février 2023 de nouveaux timbres-poste représentant Kim Ju-ae.
Le 18 février 2023, elle apparaît avec son père lors de la fête nationale du Jour de l'étoile brillante, marquant l'anniversaire de Kim Jong Il. Elle apparaît également le 9 septembre 2023 lors d'un défilé marquant le 75e anniversaire du jour de la fondation de la République, ainsi que lors du grand spectacle artistique et musical du Nouvel An 2024.